# Judy Kibinge
 (juin 2024).
La mise en forme du texte ne suit pas les recommandations de Wikipédia : il faut le « wikifier ».
Les points d'amélioration suivants sont les cas les plus fréquents. Le détail des points à revoir est peut-être précisé sur la page de discussion.
- Les titres sont pré-formatés par le logiciel. Ils ne sont ni en capitales, ni en gras.
- Le texte ne doit pas être écrit en capitales (les noms de famille non plus), ni en gras, ni en italique, ni en « petit »…
- Le gras n'est utilisé que pour surligner le titre de l'article dans l'introduction, une seule fois.
- L'italique est rarement utilisé : mots en langue étrangère, titres d'œuvres, noms de bateaux, etc.
- Les citations ne sont pas en italique mais en corps de texte normal. Elles sont entourées par des guillemets français : « et ».
- Les listes à puces sont à éviter, des paragraphes rédigés étant largement préférés. Les tableaux sont à réserver à la présentation de données structurées (résultats, etc.).
- Les appels de note de bas de page (petits chiffres en exposant, introduits par l'outil «  Source ») sont à placer entre la fin de phrase et le point final[comme ça].
- Les liens internes (vers d'autres articles de Wikipédia) sont à choisir avec parcimonie. Créez des liens vers des articles approfondissant le sujet. Les termes génériques sans rapport avec le sujet sont à éviter, ainsi que les répétitions de liens vers un même terme.
- Les liens externes sont à placer uniquement dans une section « Liens externes », à la fin de l'article. Ces liens sont à choisir avec parcimonie suivant les règles définies. Si un lien sert de source à l'article, son insertion dans le texte est à faire par les notes de bas de page.
- La présentation des références doit suivre les conventions bibliographiques. Il est recommandé d'utiliser les modèles {{Ouvrage}}, {{Chapitre}}, {{Article}}, {{Lien web}} et/ou {{Bibliographie}}. Le mode d'édition visuel peut mettre en forme automatiquement les références.
- Insérer une infobox (cadre d'informations à droite) n'est pas obligatoire pour parachever la mise en page.

Pour une aide détaillée, merci de consulter Aide:Wikification.
Si vous pensez que ces points ont été résolus, vous pouvez retirer ce bandeau et améliorer la mise en forme d'un autre article.
Judy Kibinge est une cinéaste, écrivaine et productrice kenyane. Elle produit, écrit et réalise plusieurs films, dont les plus connus sont Something Necessary sorti en 2013, Dangerous Affair  en 2002 et Project Daddy en 2004. Elle est également la fondatrice de Docubox, un fonds pour le cinéma documentaire qui aide les cinéastes africains à produire et à distribuer leurs films. En 2002, elle sort son premier film, The Aftermath. Saluée par les critiques pour son utilisation du cinéma pour raconter des histoires sur le Kenya, en particulier celles sur les femmes et d'autres personnes qui ne sont généralement pas racontées à Hollywood,.
Kibinge est décrite comme une pionnière pour d'autres cinéastes kenyanes par la chercheuse Clara Giruzzi. Elle déclare qu'elle n'était qu'une des nombreuses femmes à l'avant-garde de la renaissance du cinéma au Kenya. Elle réalise à la fois des fictions, des non fictions et de divers documentaires, notamment des documentaires d'entreprise.

## Biographie
Judy Kibinge naît à Nairobi, au Kenya, en 1967. En 1969 sa famille déménage à Washington DC, aux États-Unis, alors qu'elle n'avait que deux ans. Sa famille y a vécu pendant cinq ans. À l'âge de 7 ans, elle remporte un concours d'écriture pour enfants en Amérique. De retour au Kenya, elle  fréquente le Kenya High School avant de partir au Royaume-Uni pour ses études postsecondaires. 
Pour ses études postsecondaires, elle  fréquente le Malvern Girls College, puis une école d'art à Birmingham. Par la suite, elle déménage à Manchester, où elle  étudie à l'école polytechnique de Manchester et  obtient un diplôme en conception pour les médias de communication; elle n'a jamais fréquenté une école de cinéma.
Avant de devenir cinéaste, elle travaille dans l'industrie de la publicité. En 1999, elle quitte ce secteur pour poursuivre une carrière dans le cinéma et commence à réaliser des documentaires commerciaux notamment pour Monsanto

## Carrière cinématographique
Les films de Judy Kibing est connus pour décrire les tabous sociaux, la violence dans les pays en développement et la comédie romantique. Son film Something Necessary (2013), projeté au Festival international du film de Toronto 2013, raconte la lutte d'une femme pour reconstruire sa vie au Kenya après les troubles électoraux de 2007. Ce film ne se concentre pas seulement sur l'état mental du personnage principal, ais sensibilise également le public à la situation difficile du Kenya, exacerbée par la colonisation.
Elle est également reconnue pour son film documentaire intitulé Coming of Age sorti en 2008, qui  remporte un prix aux Africa Movie Academy Awards en 2009 dans la catégorie du meilleur court métrage documentaire. Dangerous Affair  sorti 2002 remporte un prix au Festival du film de Zanzibar.
Ses films présentent souvent des problèmes réels, , plutôt que des scénarios fantastiques ou magiques. Cependant, les problèmes de la vie réelle sur lesquels elle se concentre sont très variés. Les thèmes abordés dans ses œuvres sont variés: ils peuvent traiter de problèmes personnels entre un couple, auxquels le public peut facilement s'identifier, tout en abordant également des problèmes sociaux en Afrique tels que le colonialisme, la guerre et la faim. Connue pour ses documentaires, son style cinématographiques caractérise par de nombreux plans d'ensemble, qui représentent la ville entière et ses habitants , plutôt que de se concentrer sur la vie d'une seule personne. Elle est également membre fondatrice de Kwani Trust, un magazine africain basé au Kenya.
Kibinge commence sa carrière chez McCann Erickson Kenya pendant huit ans, où elle est responsable de nombreuses publicités primées. Elle est la première directrice créative noire de l'entreprise au Kenya. En octobre 1999, elle quitte McCann Erickson pour se lancer dans une carrière cinématographique. Elle  écrit et réalise un court métrage pour MNET et  produit également  des documentaires d'entreprise pour l'IPPF, Monsanto et Technoserve. Elle  écrit un livre en 2005. Elle fonde DocuBox avec le financement de la Fondation Ford, afin de développer les compétences cinématographiques des cinéastes africains et de fournir un soutien en matière de  financement, de distribution et de production pour les documentaires.
Kibinge dirige sa propre société de production intitulée Seven Productions, à travers laquelle elle a réalisé plusieurs films tels que le court métrage d'horreur de 40 minutes Killer Necklace.En 2017, Judy Kibinge est choisie par l' Académie des arts et des sciences du cinéma pour être juge aux Oscars dans les catégories documentaire, longs métrages internationaux et animation.

## Filmographie
| Filmographie | Filmographie                       | Filmographie           |
| ------------ | ---------------------------------- | ---------------------- |
| 2002         | Affaire dangereuse                 | Scénariste/réalisateur |
| 2002         | Les conséquences                   | Directeur              |
| 2004         | Projet Papa                        | Directeur              |
| 2005         | Bénis cette terre                  | Directeur              |
| 2005         | Une voix dans le noir              | Producteur             |
| 2008         | Devenir majeur                     | Directeur              |
| 2009         | La paix recherchée vivante         | Directeur              |
| 2009         | Collier tueur                      | Directeur              |
| 2011         | Contes de Tinga Tinga              | Écrivain               |
| 2013         | Quelque chose de nécessaire        | Directeur              |
| 2015         | Scarred : l'anatomie d'un massacre | Producteur exécutif    |
| 2019         | La lettre                          | Producteur exécutif    |
| 2020         | Je suis Samuel                     | Producteur exécutif    |

### Dangerous Affair
Judy Kibinge fait ses débuts en tant que réalisatrice grâce à Njeri Karago, un producteur ayant  à Hollywood, qui lui  demande de réaliser un film intitulé  Dangerous Affair. Le financement du film a été levé, attirant l'attention de la presse au Kenya, car très peu de films y étaient tournés à l'époque. Kibinge a tourné le film avec une caméra vidéo professionnelle et il a été distribué par la société cinématographique de Karago. Dangerous Affair est une histoire d'amour qui suit la vie de Kui, une jeune femme qui suit une formation de banquière à New York avant de déménager au Kenya, où elle rencontre un homme. C'est une comédie romantique sur les amours, les mariages et les aventures. Le film a été projeté au Festival international du film de Zanzibar (ZIFF), l'un des festivals de films les plus importants et les plus anciens d'Afrique de l'Est, où il a été bien accueilli et reconnu.

### Scarred: The Anatomy of Massacre
Scarred: The Anatomy of Massacre est sorti en 2015. Judy Kibinge utilise son expérience en publicité pour une «accroche visuelle» au sein du film. Elle a photographié les survivants de Wagalla et leurs cicatrices dans un style qui ressemblait à une séance photo de mode qui a conduit à une séance photo plus digne pour les survivants. Elle a utilisé des portraits en noir et blanc pour établir un lien humain entre les survivants du film et le public qui le regardait.

## Prix
- 2003: Festival du film de Zanzibar – Prix de la meilleure production est-africaine: A Dangerous Affair (2002)
- 2007: Festival international du film du Kenya – Prix du meilleur documentaire: Coming of Age (2008)
- 2009: Kalasha Awards – Meilleur réalisateur: Killer Necklace (2008)
- 2021: Prix Kalasha pour l'ensemble de sa carrière[15]